# The Blindness of Divorce
The Blindness of Divorce è un film muto del 1918 scritto e diretto da Frank Lloyd.

## Trama
Credendo che la moglie Claire lo tradisca, John Langdon chiede il divorzio, tenendo con sé la figlia Florence. Ormai grande, la ragazza sposa il procuratore distrettuale, mentre la madre, per guadagnarsi da vivere, apre una casa da gioco clandestina. Hopkins, un rivale politico di Bruce Livingston, il marito di Florence, cerca di ricattare la donna minacciandola di rivelare a tutti la verità su sua madre. Lei, per controllare la veridicità delle accuse, si reca alla casa da gioco, ma viene arrestata durante un'irruzione della polizia. Il marito, ignorando il vero motivo della sua presenza nella bisca, chiede il divorzio. Sarà Claire che, durante il processo, racconterà la verità, facendo così riconciliare Livingston e Florence.

## Produzione
Il film fu prodotto dalla Fox Film Corporation.

## Distribuzione
Il copyright del film, richiesto da William Fox, fu registrato il 14 aprile 1918 con il numero LP12338. Il titolo citato nel copyright era The Law of Man.
Distribuito dalla Fox Film Corporation, il film uscì nelle sale cinematografiche USA il 6 marzo 1918.